# Nowa-Werke
Die Nowa-Werke GmbH war ein deutscher Hersteller von Automobilen.

## Unternehmensgeschichte
Das Unternehmen aus Potsdam-Babelsberg ging 1924 aus Nathan-Wagen hervor. Fritz Nathan leitete das Unternehmen zur Produktion von Automobilen. Der Markenname lautete Nawa. Auf der Berliner Automobilausstellung 1925 wurden fünf Fahrzeuge ausgestellt. Am 31. August 1926 schloss das Unternehmen. Insgesamt entstanden in den beiden Unternehmen zusammen etwa 200 Fahrzeuge.

## Fahrzeuge
Zunächst standen die Modelle 4/12 PS und 5/18 PS im Angebot. Das letztgenannte Modell verfügte über einen Vierzylindermotor mit 1300 cm³ Hubraum. 1926 folgte der 6/25 PS, dessen Vierzylindermotor über 1580 cm³ Hubraum verfügte. Die Einbaumotoren kamen von den Steudel-Werken. Die Karosserien boten wahlweise Platz für zwei oder vier Personen.